# Bo Dallas
Taylor Michael Rotunda (sinh ngày 25/5/1990) là một đô vật chuyên nghiệp và diễn viên người Mỹ ký hợp đồng với WWE Raw dưới cái tên Bo Dallas.